# Saison 2021-2022 de l'En avant Guingamp
Maillots
Chronologie
Saison précédente Saison suivante
La saison 2021-2022 de l'En avant Guingamp, club de football français, voit le club évoluer en Ligue 2 pour la trente-et-unième fois de son histoire, après sa neuvième place obtenue lors de la saison 2020-2021.
L'équipe évolue pour la troisième saison consécutive en Ligue 2 depuis sa relégation à l'issue de la saison 2018-2019. Elle est dirigée par Stéphane Dumont, en place depuis mai 2021. Jérémy Sorbon prend sa retraite avant le début de la saison et reste dans l'encadrement du club. Le mercato estival est marqué par le départ de nombreux cadres, pour la plupart en fin de contrat, et un renouvellement de l'effectif tourné vers la responsabilisation de jeunes du centre de formation. Parmi les départs, on recense notamment ceux de Ronny Rodelin, Alaixys Romao, Lebogang Phiri, Jérémy Mellot, Bryan Pelé, Guessouma Fofana, Nicolai Larsen, Sikou Niakaté et Pedro Rebocho.
Après une phase aller de championnat conclue à une neuvième place mais parsemée de résultats très irréguliers et une élimination en 32e de finale de la Coupe de France sans briller, l'équipe ne concède que trois défaites sur la phase retour et termine à la sixième place avec une attaque retrouvée.

## Effectif

### Transferts

#### Mercato estival
| Nom               | Nationalité    | Poste             | Type de transfert   | Provenance/Destination  | Division           |
| ----------------- | -------------- | ----------------- | ------------------- | ----------------------- | ------------------ |
| Arrivées          |                |                   |                     |                         |                    |
| Hugo Barbet       | France         | Gardien           | Premier contrat pro | EA Guingamp B (Akademi) | National 2         |
| Maxime Barthelmé  | France         | Milieu de terrain | Transfert           | ES Troyes AC            | Ligue 1            |
| Yohan Bilingi     | France         | Défenseur         | Retour de prêt      | US Concarneau           | National           |
| Mehdi Boudjemaa   | France         | Milieu de terrain | Retour de prêt      | Stade lavallois MFC     | National           |
| Louis Carnot      | France         | Milieu de terrain | Retour de prêt      | US Concarneau           | National           |
| Souleymane Diarra | Mali           | Milieu de terrain | Signature libre     | Pau FC                  | Ligue 2            |
| Stéphane Dumont   | France         | Entraîneur        | Signature libre     | Stade de Reims          | Ligue 1            |
| Pierre Lemonnier  | France         | Défenseur         | Transfert,          | Le Mans FC              | National           |
| Mehdi Merghem     | France         | Milieu de terrain | Retour de prêt      | AS Nancy-Lorraine       | Ligue 2            |
| Jérôme Mombris    | Madagascar     | Défenseur         | Signature libre     | Grenoble Foot 38        | Ligue 2            |
| Pedro Rebocho     | Portugal       | Défenseur         | Retour de prêt      | FC Paços de Ferreira    | Primeira Liga      |
| Maxime Sivis      | France         | Défenseur         | Transfert           | Red Star FC             | National           |
| Ervin Taha        | France         | Attaquant         | Retour de prêt      | Stade lavallois         | National           |
| Charles Abi       | France         | Attaquant         | Prêt                | AS Saint-Étienne        | Ligue 1            |
| Départs           |                |                   |                     |                         |                    |
| Frédéric Bompard  | France         | Entraîneur        | Remerciement        | -                       | -                  |
| Mehdi Boudjemaa   | France         | Milieu de terrain | Transfert           | Hatayspor               | Süper Lig          |
| Nicolai Larsen    | Danemark       | Gardien           | Transfert           | Silkeborg IF            | 1e Divisie         |
| Guessouma Fofana  | France         | Milieu de terrain | Fin de contrat      | CFR Cluj                | Liga I             |
| Jérémy Mellot     | France         | Défenseur         | Fin de contrat,     | CD Tenerife             | LaLiga 2           |
| Sikou Niakaté     | France         | Défenseur         | Prêt                | FC Metz                 | Ligue 1            |
| Lloyd Palun       | Gabon          | Défenseur         | Fin de contrat      | SC Bastia               | Ligue 2            |
| Bryan Pelé        | France         | Milieu de terrain | Fin de contrat      | AEL Limassol            | Cyta Championship  |
| Lebogang Phiri    | Afrique du Sud | Milieu de terrain | Fin de contrat      | Çaykur Rizespor         | Süper Lig          |
| Morgan Poaty      | France         | Défenseur         | Contrat résilié     | RFC Seraing             | Division 1A        |
| Pedro Rebocho     | Portugal       | Défenseur         | Transfert           | Lech Poznań             | Ekstraklasa        |
| Ronny Rodelin     | France         | Milieu de terrain | Fin de contrat      | Servette FC             | Super League       |
| Alaixys Romao     | Togo           | Milieu de terrain | Fin de contrat,     | Ionikos Nikaia          | Superleague Elláda |
| Jérémy Sorbon     | France         | Défenseur         | Retraite sportive   | -                       | -                  |

#### Mercato hivernal
| Nom             | Nationalité | Poste     | Type de transfert       | Provenance/Destination  | Division            |
| --------------- | ----------- | --------- | ----------------------- | ----------------------- | ------------------- |
| Arrivées        |             |           |                         |                         |                     |
| Stephen Quemper | France      | Défenseur | Transfert               | SC Bastia               | Ligue 2             |
| Départs         |             |           |                         |                         |                     |
| Logan Ndenbe    | Belgique    | Défenseur | Transfert               | Sporting de Kansas City | Major League Soccer |
| Jérôme Mombris  | Madagascar  | Défenseur | Retraite sportive pro,. | JS Saint-Pierroise      | Régionale 1 Réunion |
| Philipe Sampaio | Brésil      | Défenseur | Transfert               | Botafogo FR             | Série A             |
| Ervin Taha      | France      | Attaquant | Prêt                    | US Créteil Lusitanos    | National            |

### Effectif professionnel
Le tableau ci-dessous recense l'effectif professionnel d'En avant Guingamp pour la saison 2021-2022.

## Saison

### Matchs amicaux

#### Pré-saison
Le calendrier des matchs amicaux en préparation de la nouvelle saison en Ligue 2 est dévoilé mi-juin par le club. Une nouvelle fois, une grande partie des rencontres est disputée dans les Côtes d'Armor.

### Championnat

#### Rencontres aller

##### Journées 1 à 5
| Entraîneur : |
| Paul Le Guen |

| Entraîneur :    |
| Stéphane Dumont |

| Entraîneur : |
| Paul Le Guen |

| Entraîneur :    |
| Stéphane Dumont |

| Entraîneur :    |
| Stéphane Dumont |

| Entraîneur :   |
| Olivier Guégan |

| Entraîneur :    |
| Stéphane Dumont |

| Entraîneur :   |
| Olivier Guégan |

| Entraîneur :       |
| Maurizio Jacobacci |

| Entraîneur :    |
| Stéphane Dumont |

| Entraîneur :       |
| Maurizio Jacobacci |

| Entraîneur :    |
| Stéphane Dumont |

| Entraîneur :    |
| Stéphane Dumont |

| Entraîneur :          |
| Philippe Hinschberger |

| Entraîneur :    |
| Stéphane Dumont |

| Entraîneur :          |
| Philippe Hinschberger |

| 5e journée               | AJ Auxerre | 1 – 2   | En Avant Guingamp |                                                        |                                                        |
| Lundi 23 août 2021 20h45 | ( Bernard) Perrin 63e                                                                                             | (0 – 1) | 45e M'Changama · 48e Phaëton (M'Changama ) | Stade de l'Abbé-Deschamps, Auxerre Spectateurs : 6 516 | Stade de l'Abbé-Deschamps, Auxerre Spectateurs : 6 516 |
| Lundi 23 août 2021 20h45 | Sinayoko 39e · Autret 88e                                                                                         | Rapport | 71e Diarra · | Stade de l'Abbé-Deschamps, Auxerre Spectateurs : 6 516 | Stade de l'Abbé-Deschamps, Auxerre Spectateurs : 6 516 |
| Lundi 23 août 2021 20h45 | Léon – Arcus, Bernard, Jubal Jr, Coeff – Hein ( 80e Mercier), Sakhi, Autret – Charbonnier, Sinayoko ( 59e Perrin) | Équipes | Basilio – Bilingi, Sampaio, Ndenbe, Lemonnier ( 36e Camara) – Muyumba, M'Changama, Diarra, Barthelmé ( 70e Ba) – Phaëton ( 85e Livolant), Gomis ( 85e Pierrot) | Stade de l'Abbé-Deschamps, Auxerre Spectateurs : 6 516 | Stade de l'Abbé-Deschamps, Auxerre Spectateurs : 6 516 |

##### Journées 6 à 10
| Entraîneur :    |
| Stéphane Dumont |

| Entraîneur :      |
| Olivier Pantaloni |

| Entraîneur :    |
| Stéphane Dumont |

| Entraîneur :      |
| Olivier Pantaloni |

| Entraîneur :   |
| Thierry Laurey |

| Entraîneur :    |
| Stéphane Dumont |

| Entraîneur :   |
| Thierry Laurey |

| Entraîneur :    |
| Stéphane Dumont |

| Entraîneur :      |
| Sébastien Desabre |

| Entraîneur :    |
| Stéphane Dumont |

| Entraîneur :      |
| Sébastien Desabre |

| Entraîneur :    |
| Stéphane Dumont |

| Entraîneur :    |
| Stéphane Dumont |

| Entraîneur : |
| Omar Daf     |

| Entraîneur :    |
| Stéphane Dumont |

| Entraîneur : |
| Omar Daf     |

| Entraîneur : |
| Bruno Irles  |

| Entraîneur :    |
| Stéphane Dumont |

| Entraîneur : |
| Bruno Irles  |

| Entraîneur :    |
| Stéphane Dumont |

##### Journées 11 à 15
| Entraîneur :    |
| Stéphane Dumont |

| Entraîneur :      |
| Laurent Peyrelade |

| Entraîneur :    |
| Stéphane Dumont |

| Entraîneur :      |
| Laurent Peyrelade |

| Entraîneur :    |
| Benoît Pedretti |

| Entraîneur :    |
| Stéphane Dumont |

| Entraîneur :    |
| Benoît Pedretti |

| Entraîneur :    |
| Stéphane Dumont |

| Entraîneur :    |
| Stéphane Dumont |

| Entraîneur :    |
| Pascal Plancque |

| Entraîneur :    |
| Stéphane Dumont |

| Entraîneur :    |
| Pascal Plancque |

| Entraîneur :       |
| Philippe Montanier |

| Entraîneur :    |
| Stéphane Dumont |

| Entraîneur :       |
| Philippe Montanier |

| Entraîneur :    |
| Stéphane Dumont |

| Entraîneur :    |
| Stéphane Dumont |

| Entraîneur :  |
| Régis Brouard |

| Entraîneur :    |
| Stéphane Dumont |

| Entraîneur :  |
| Régis Brouard |

##### Journées 16 à 19
| Entraîneur :  |
| Didier Tholot |

| Entraîneur :    |
| Stéphane Dumont |

| Entraîneur :  |
| Didier Tholot |

| Entraîneur :    |
| Stéphane Dumont |

| Entraîneur :    |
| Stéphane Dumont |

| Entraîneur :    |
| Patrice Garande |

| Entraîneur :    |
| Stéphane Dumont |

| Entraîneur :    |
| Patrice Garande |

| Entraîneur :    |
| Stéphane Moulin |

| Entraîneur :    |
| Stéphane Dumont |

| Entraîneur :    |
| Stéphane Moulin |

| Entraîneur :    |
| Stéphane Dumont |

| Entraîneur :    |
| Stéphane Dumont |

| Entraîneur :   |
| Romain Revelli |

| Entraîneur :    |
| Stéphane Dumont |

| Entraîneur :   |
| Romain Revelli |

#### Rencontres retour

##### Journées 20 à 25
| Entraîneur :        |
| Christophe Delmotte |

| Entraîneur :    |
| Stéphane Dumont |

| Entraîneur :        |
| Christophe Delmotte |

| Entraîneur :    |
| Stéphane Dumont |

| Entraîneur :    |
| Stéphane Dumont |

| Entraîneur :   |
| Vincent Hognon |

| Entraîneur :    |
| Stéphane Dumont |

| Entraîneur :   |
| Vincent Hognon |

| Entraîneur :          |
| Philippe Hinschberger |

| Entraîneur :    |
| Stéphane Dumont |

| Entraîneur :          |
| Philippe Hinschberger |

| Entraîneur :    |
| Stéphane Dumont |

| Entraîneur :    |
| Stéphane Dumont |

| Entraîneur :     |
| Jean-Marc Furlan |

| Entraîneur :    |
| Stéphane Dumont |

| Entraîneur :     |
| Jean-Marc Furlan |

| Entraîneur :      |
| Olivier Pantaloni |

| Entraîneur :    |
| Stéphane Dumont |

| Entraîneur :      |
| Olivier Pantaloni |

| Entraîneur :    |
| Stéphane Dumont |

| 25e journée                  | En Avant Guingamp | 1 – 1   | Paris FC |                                                  |                                                  |
| Samedi 19 février 2022 19h00 | ( Phaëton) Gomis 90+3e | (0 – 0) | 71e Lopez | Stade de Roudourou, Guingamp Spectateurs : 8 284 | Stade de Roudourou, Guingamp Spectateurs : 8 284 |
| Samedi 19 février 2022 19h00 | M'Changama 34e · Muyumba 88e | Rapport | 28e Siby · | Stade de Roudourou, Guingamp Spectateurs : 8 284 | Stade de Roudourou, Guingamp Spectateurs : 8 284 |
| Samedi 19 février 2022 19h00 | Barbet – Sampaio, Quemper, Lemonnier, Sivis ( 83e Barthelmé), Riou ( 76e Phaëton) – Ba ( 83e Muyumba), M'Changama, Merghem ( 68e Abi), Livolant – Pierrot ( 68e Gomis) | Équipes | Demarconnay – Camara, Bamba ( 87e Koré), Kanté, Hanin – Name, Iglesias, Gory ( 87e Hadjam), Siby ( 87e Gueho), Gueye – Lopez ( 76e Alfarela) | Stade de Roudourou, Guingamp Spectateurs : 8 284 | Stade de Roudourou, Guingamp Spectateurs : 8 284 |

##### Journées 26 à 30
| Entraîneur :    |
| Stéphane Dumont |

| Entraîneur :      |
| Sébastien Desabre |

| Entraîneur :    |
| Stéphane Dumont |

| Entraîneur :      |
| Sébastien Desabre |

| 27e journée              | FC Sochaux-Montbéliard | 1 – 0   | En Avant Guingamp |                                                      |                                                      |
| Samedi 5 mars 2022 19h00 | Virginius 68e | (0 – 0) | | Stade Auguste-Bonal, Montbéliard Spectateurs : 7 099 | Stade Auguste-Bonal, Montbéliard Spectateurs : 7 099 |
| Samedi 5 mars 2022 19h00 | Rapport |         | | Stade Auguste-Bonal, Montbéliard Spectateurs : 7 099 | Stade Auguste-Bonal, Montbéliard Spectateurs : 7 099 |
| Samedi 5 mars 2022 19h00 | Jeannin – Senaya ( 70e Pogba), Ndour, Diedhiou, Aaneba – Thioune ( 56e Virginius), Mauricio, Do Couto ( 56e Ambri), Ndiaye ( 76e Kaabouni), Weissbeck – Kalulu ( 76e Kitala) | Équipes | Basilio – Quemper, Lemonnier, Riou ( 84e Barthelmé) – Roux, Muyumba ( 76e Gomis), Ba ( 90e Cathline), M'Changama, Merghem ( 76e Phaëton), Livolant – Pierrot | Stade Auguste-Bonal, Montbéliard Spectateurs : 7 099 | Stade Auguste-Bonal, Montbéliard Spectateurs : 7 099 |

| Entraîneur :    |
| Stéphane Dumont |

| Entraîneur :    |
| Fabien Mercadal |

| Entraîneur :    |
| Stéphane Dumont |

| Entraîneur :    |
| Fabien Mercadal |

| Entraîneur :      |
| Laurent Peyrelade |

| Entraîneur :    |
| Stéphane Dumont |

| Entraîneur :      |
| Laurent Peyrelade |

| Entraîneur :    |
| Stéphane Dumont |

| Entraîneur :    |
| Stéphane Dumont |

| Entraîneur :   |
| Albert Cartier |

| Entraîneur :    |
| Stéphane Dumont |

| Entraîneur :   |
| Albert Cartier |

##### Journées 31 à 35
| Entraîneur : |
| Nicolas Usaï |

| Entraîneur :    |
| Stéphane Dumont |

| Entraîneur : |
| Nicolas Usaï |

| Entraîneur :    |
| Stéphane Dumont |

| Entraîneur :    |
| Stéphane Dumont |

| Entraîneur :       |
| Philippe Montanier |

| Entraîneur :    |
| Stéphane Dumont |

| Entraîneur :       |
| Philippe Montanier |

| Entraîneur :  |
| Régis Brouard |

| Entraîneur :    |
| Stéphane Dumont |

| Entraîneur :  |
| Régis Brouard |

| Entraîneur :    |
| Stéphane Dumont |

| Entraîneur :    |
| Stéphane Dumont |

| Entraîneur :  |
| Didier Tholot |

| Entraîneur :    |
| Stéphane Dumont |

| Entraîneur :  |
| Didier Tholot |

| Entraîneur :    |
| Patrice Garande |

| Entraîneur :    |
| Stéphane Dumont |

| Entraîneur :    |
| Patrice Garande |

| Entraîneur :    |
| Stéphane Dumont |

##### Journées 36 à 38
| Entraîneur :    |
| Stéphane Dumont |

| Entraîneur :    |
| Stéphane Moulin |

| Entraîneur :    |
| Stéphane Dumont |

| Entraîneur :    |
| Stéphane Moulin |

| Entraîneur :   |
| Romain Revelli |

| Entraîneur :    |
| Stéphane Dumont |

| Entraîneur :   |
| Romain Revelli |

| Entraîneur :    |
| Stéphane Dumont |

| Entraîneur :    |
| Stéphane Dumont |

| Entraîneur : |
| Paul Le Guen |

| Entraîneur :    |
| Stéphane Dumont |

| Entraîneur : |
| Paul Le Guen |

#### Classement
| Rang | Équipe                 | Pts | J  | G  | N  | P  | Bp | Bc | Diff | Promotion, qualification ou relégation  |
| ---- | ---------------------- | --- | -- | -- | -- | -- | -- | -- | ---- | --------------------------------------- |
| 4    | Paris FC               | 70  | 38 | 20 | 10 | 8  | 54 | 35 | +19  | Participation aux barrages de promotion |
| 5    | FC Sochaux-Montbéliard | 68  | 38 | 19 | 11 | 8  | 47 | 34 | +13  | Participation aux barrages de promotion |
| 6    | EA Guingamp            | 58  | 38 | 15 | 13 | 10 | 52 | 48 | +4   |                                         |
| 7    | SM Caen                | 50  | 38 | 13 | 11 | 14 | 51 | 42 | +9   |                                         |
| 8    | Le Havre AC            | 50  | 38 | 13 | 11 | 14 | 38 | 41 | −3   |                                         |

Évolution du classement en fonction des résultats
| Journée     | 1   | 2   | 3   | 4   | 5   | 6   | 7   | 8   | 9   | 10  | 11  | 12  | 13  | 14  | 15  | 16  | 17  | 18  | 19 | 20  | 21  | 22  | 23  | 24  | 25  | 26  | 27  | 28  | 29  | 30  | 31  | 32  | 33  | 34  | 35  | 36  | 37  | 38  | Journées promouvable | Journées relégable |
| ----------- | --- | --- | --- | --- | --- | --- | --- | --- | --- | --- | --- | --- | --- | --- | --- | --- | --- | --- | -- | --- | --- | --- | --- | --- | --- | --- | --- | --- | --- | --- | --- | --- | --- | --- | --- | --- | --- | --- | -------------------- | ------------------ |
| Rang        | 13e | 12e | 12e | 14e | 12e | 13e | 12e | 13e | 13e | 14e | 13e | 14e | 9e  | 10e | 11e | 15e | 10e | 14e | 9e | 11e | 12e | 12e | 13e | 10e | 10e | 10e | 10e | 12e | 14e | 11e | 7e  | 10e | 8e  | 7e  | 7e  | 6e  | 6e  | 6e  | 0                    | 0                  |
| Résultat    | N   | N   | N   | D   | V   | N   | V   | D   | D   | N   | V   | D   | V   | N   | D   | D   | V   | D   | V  | N   | N   | D   | N   | V   | N   | V   | D   | N   | N   | V   | V   | D   | V   | V   | N   | V   | V   | V   | —                    | —                  |
| Écart (pts) | -2  | -4  | -5  | -7  | -5  | -6  | -4  | -8  | -9  | -9  | -9  | -12 | -10 | -10 | -11 | -13 | -11 | -12 | -9 | -11 | -15 | -16 | -17 | -17 | -17 | -17 | -18 | -20 | -19 | -17 | -16 | -19 | -19 | -19 | -19 | -19 | -17 | -17 | —                    | —                  |
| Écart (pts) | +1  | +2  | +2  | +2  | +5  | +5  | +6  | +4  | +3  | +3  | +5  | +3  | +5  | +5  | +3  | +2  | +4  | +2  | +4 | +4  | +4  | +4  | +5  | +5  | +6  | +7  | +6  | +5  | +5  | +8  | +11 | +9  | +12 | +14 | +15 | +15 | +18 | +18 | —                    | —                  |

### Coupe de France
| Entraîneur :      |
| Dominique Lambert |

| Entraîneur :    |
| Stéphane Dumont |

| Entraîneur :      |
| Dominique Lambert |

| Entraîneur :    |
| Stéphane Dumont |

| Entraîneur :    |
| Stéphane Dumont |

| Entraîneur :   |
| Didier Santini |

| Entraîneur :    |
| Stéphane Dumont |

| Entraîneur :   |
| Didier Santini |

| Entraîneur :    |
| Stéphane Dumont |

| Entraîneur :          |
| Philippe Hinschberger |

| Entraîneur :    |
| Stéphane Dumont |

| Entraîneur :          |
| Philippe Hinschberger |

### Statistiques

#### Bilan de l'équipe
| Compétition     | Débute        | Termine         | Matches joués | Gagnés | Nuls | Perdus | Buts pour | Buts contre | Différence |
| --------------- | ------------- | --------------- | ------------- | ------ | ---- | ------ | --------- | ----------- | ---------- |
| Ligue 2         | -             | Sixième         | 38            | 15     | 13   | 10     | 52        | 48          | +3         |
| Coupe de France | Septième tour | 1/32e de finale | 3             | 2      | 0    | 1      | 11        | 3           | +8         |
| Total           | Total         | Total           | 41            | 17     | 13   | 11     | 63        | 51          | +12        |

#### Résumé des matchs officiels de la saison
| Compétition | J./Tour | Date              | Domicile               | Rés. | Extérieur              | Cl. | Buteur(s) pour l'EA Guingamp                                                                             |
| ----------- | ------- | ----------------- | ---------------------- | ---- | ---------------------- | --- | --- |
| Ligue 2     | 1       | 24 juillet 2021   | Le Havre AC            | 0-0  | EA Guingamp            | 13e | - |
| Ligue 2     | 2       | 31 juillet 2021   | EA Guingamp            | 1-1  | Valenciennes FC        | 12e | Sampaio (90e)                                                                                            |
| Ligue 2     | 3       | 7 août 2021       | Grenoble Foot 38       | 0-0  | EA Guingamp            | 12e | - |
| Ligue 2     | 4       | 14 août 2021      | EA Guingamp            | 0-2  | Amiens SC              | 14e | - |
| Ligue 2     | 5       | 23 août 2021      | AJ Auxerre             | 1-2  | EA Guingamp            | 12e | M'Changama (45e), Phaëton (48e)                                                                          |
| Ligue 2     | 6       | 28 août 2021      | EA Guingamp            | 1-1  | AC Ajaccio             | 13e | Ba (70e)                                                                                                 |
| Ligue 2     | 7       | 11 septembre 2021 | Paris FC               | 0-1  | EA Guingamp            | 12e | Abi (41e)                                                                                                |
| Ligue 2     | 8       | 18 septembre 2021 | Chamois Niortais FC    | 2-0  | EA Guingamp            | 13e | - |
| Ligue 2     | 9       | 21 septembre 2021 | EA Guingamp            | 1-2  | FC Sochaux-Montbéliard | 13e | Sivis (45e+1)                                                                                            |
| Ligue 2     | 10      | 24 septembre 2021 | US Quevilly-Rouen      | 2-2  | EA Guingamp            | 14e | Pierrot (13e), Muyumba (45e)                                                                             |
| Ligue 2     | 11      | 2 octobre 2021    | EA Guingamp            | 2-1  | Rodez AF               | 13e | Pierrot (4e), Sivis (53e)                                                                                |
| Ligue 2     | 12      | 16 octobre 2021   | AS Nancy Lorraine      | 2-1  | EA Guingamp            | 14e | Carnot (17e)                                                                                             |
| Ligue 2     | 13      | 23 octobre 2021   | EA Guingamp            | 3-1  | Nîmes Olympique        | 9e  | Pierrot (9e, 66e), M'Changama (69e)                                                                      |
| Ligue 2     | 14      | 30 octobre 2021   | Toulouse FC            | 2-2  | EA Guingamp            | 10e | Pierrot (25e), M'Changama (89e)                                                                          |
| Ligue 2     | 15      | 6 novembre 2021   | EA Guingamp            | 2-3  | SC Bastia              | 11e | M'Changama (54e), Guidi (90e+2 csc)                                                                      |
| CDF         | T7      | 13 novembre 2021  | US Liffré              | 0-8  | EA Guingamp            | -   | Sampaio (23e), Gomis (27e), L'Helgoualc'h (37e csc), Phaëton (46e, 52e), Barthelmé (56e), Abi (63e, 72e) |
| Ligue 2     | 16      | 20 novembre 2021  | Pau FC                 | 2-0  | EA Guingamp            | 15e | - |
| CDF         | T8      | 27 novembre 2021  | EA Guingamp            | 1-0  | Stade briochin         | -   | Lemonnier (26e)                                                                                          |
| Ligue 2     | 17      | 3 décembre 2021   | EA Guingamp            | 3-2  | Dijon FCO              | 10e | Pierrot (51e), Gomis (71e), Roux (77e)                                                                   |
| Ligue 2     | 18      | 11 décembre 2021  | SM Caen                | 2-0  | EA Guingamp            | 14e | - |
| CDF         | 1/32    | 18 décembre 2021  | EA Guingamp            | 2-3  | Amiens SC              | -   | Livolant (63e), Gomis (73e)                                                                              |
| Ligue 2     | 19      | 21 décembre 2021  | EA Guingamp            | 2-1  | USL Dunkerque          | 9e  | Pierrot (48e, 54e)                                                                                       |
| Ligue 2     | 20      | 8 janvier 2022    | Valenciennes FC        | 1-1  | EA Guingamp            | 11e | Pierrot (74e sp)                                                                                         |
| Ligue 2     | 21      | 15 janvier 2022   | EA Guingamp            | 0-0  | Grenoble Foot 38       | 12e | - |
| Ligue 2     | 22      | 22 janvier 2022   | Amiens SC              | 3-0  | EA Guingamp            | 12e | - |
| Ligue 2     | 23      | 5 février 2022    | EA Guingamp            | 1-1  | AJ Auxerre             | 13e | Muyumba (77e)                                                                                            |
| Ligue 2     | 24      | 12 février 2022   | AC Ajaccio             | 0-1  | EA Guingamp            | 10e | Livolant (66e)                                                                                           |
| Ligue 2     | 25      | 19 février 2022   | EA Guingamp            | 1-1  | Paris FC               | 10e | Gomis (90e+3)                                                                                            |
| Ligue 2     | 26      | 26 février 2022   | EA Guingamp            | 1-0  | Chamois Niortais FC    | 10e | Pierrot (79e)                                                                                            |
| Ligue 2     | 27      | 5 mars 2022       | FC Sochaux-Montbéliard | 1-0  | EA Guingamp            | 10e | - |
| Ligue 2     | 28      | 12 mars 2022      | EA Guingamp            | 1-1  | US Quevilly-Rouen      | 12e | Roux (8e)                                                                                                |
| Ligue 2     | 29      | 15 mars 2022      | Rodez AF               | 1-1  | EA Guingamp            | 14e | Livolant (16e)                                                                                           |
| Ligue 2     | 30      | 19 mars 2022      | EA Guingamp            | 3-1  | AS Nancy Lorraine      | 11e | Roux (9e), M'Changama (37e, 56e)                                                                         |
| Ligue 2     | 31      | 2 avril 2022      | Nîmes Olympique        | 0-2  | EA Guingamp            | 7e  | Livolant (48e), Pierrot (86e)                                                                            |
| Ligue 2     | 32      | 9 avril 2022      | EA Guingamp            | 2-4  | Toulouse FC            | 10e | Ba (31e), Merghem (35e)                                                                                  |
| Ligue 2     | 33      | 16 avril 2022     | SC Bastia              | 1-2  | EA Guingamp            | 8e  | Pierrot (62e, 74e)                                                                                       |
| Ligue 2     | 34      | 19 avril 2022     | EA Guingamp            | 3-0  | Pau FC                 | 7e  | Cathline (18e), Gomis (40e), Barthelmé (59e)                                                             |
| Ligue 2     | 35      | 22 avril 2022     | Dijon FCO              | 3-3  | EA Guingamp            | 7e  | Sivis (54e), M'Changama (80e sp), Muyumba (90e+1)                                                        |
| Ligue 2     | 36      | 30 avril 2022     | EA Guingamp            | 2-1  | SM Caen                | 6e  | Pierrot (71e), Merghem (81e)                                                                             |
| Ligue 2     | 37      | 7 mai 2022        | USL Dunkerque          | 1-3  | EA Guingamp            | 6e  | Livolant (20e), M'Changama (27e), Pierrot (37e)                                                          |
| Ligue 2     | 38      | 14 mai 2022       | EA Guingamp            | 2-1  | Le Havre AC            | 6e  | M'Changama (38e), Merghem (76e)                                                                          |

Légende : csc = but marqué contre son camp ; sp = but marqué sur penalty ;

** Match en retard
- Victoire
- Match nul
- Défaite

#### Statistiques individuelles
| N° | Nat | Nom        | Championnat | Championnat | Championnat | Championnat    | Championnat | Championnat  | Coupe de France | Coupe de France | Coupe de France | Coupe de France | Coupe de France | Coupe de France | Total   | Total | Total       | Total          | Total  | Total        |
| N° | Nat | Nom        | MJ          | Mns         | But inscrit | Passe décisive | Averti      | Carton rouge | MJ              | Mns             | But inscrit     | Passe décisive  | Averti          | Carton rouge    | MJ      | Mns   | But inscrit | Passe décisive | Averti | Carton rouge |
| -- | --- | ---------- | ----------- | ----------- | ----------- | -------------- | ----------- | ------------ | --------------- | --------------- | --------------- | --------------- | --------------- | --------------- | ------- | ----- | ----------- | -------------- | ------ | ------------ |
| 1  |     | Barbet     | 2 (1)       | 96          | 0           | 0              | 0           | 0            | 0 (0)           | 0               | 0               | 0               | 0               | 0               | 2 (1)   | 96    | 0           | 0              | 0      | 0            |
| 2  |     | Roux       | 29 (25)     | 2329        | 3           | 0              | 8           | 2            | 2 (1)           | 96              | 0               | 0               | 0               | 0               | 31 (26) | 2425  | 3           | 0              | 8      | 2            |
| 3  |     | Bilingi    | 11 (9)      | 828         | 0           | 0              | 2           | 1            | 1 (1)           | 90              | 0               | 0               | 0               | 0               | 12 (10) | 918   | 0           | 0              | 2      | 1            |
| 4  |     | Sampaio    | 14 (14)     | 1260        | 1           | 0              | 4           | 0            | 3 (3)           | 270             | 1               | 0               | 1               | 0               | 17 (17) | 1530  | 2           | 0              | 5      | 0            |
| 5  |     | Rebocho    | 3 (3)       | 270         | 0           | 0              | 0           | 0            | 0 (0)           | 0               | 0               | 0               | 0               | 0               | 3 (3)   | 270   | 0           | 0              | 0      | 0            |
| 5  |     | Camara     | 8 (7)       | 685         | 0           | 0              | 1           | 0            | 1 (1)           | 90              | 0               | 0               | 0               | 0               | 9 (8)   | 775   | 0           | 0              | 1      | 0            |
| 6  |     | Muyumba    | 31 (17)     | 1592        | 3           | 1              | 5           | 0            | 2 (1)           | 92              | 0               | 1               | 0               | 0               | 33 (18) | 1684  | 3           | 2              | 5      | 0            |
| 7  |     | Ba         | 26 (21)     | 1706        | 2           | 0              | 6           | 0            | 3 (2)           | 136             | 0               | 0               | 0               | 0               | 29 (23) | 1842  | 2           | 0              | 6      | 0            |
| 8  |     | Phaëton    | 22 (6)      | 725         | 1           | 1              | 2           | 0            | 1 (1)           | 72              | 2               | 1               | 0               | 0               | 23 (7)  | 797   | 3           | 2              | 2      | 0            |
| 9  |     | Pierrot    | 34 (27)     | 2404        | 15          | 2              | 6           | 0            | 2 (0)           | 49              | 0               | 0               | 0               | 0               | 36 (27) | 2453  | 15          | 2              | 6      | 0            |
| 10 |     | M'Changama | 33 (32)     | 2840        | 9           | 15             | 4           | 0            | 2 (2)           | 180             | 0               | 1               | 0               | 0               | 35 (34) | 3020  | 9           | 16             | 4      | 0            |
| 11 |     | Carnot     | 11 (1)      | 204         | 1           | 0              | 1           | 0            | 3 (2)           | 156             | 0               | 0               | 1               | 0               | 14 (3)  | 360   | 1           | 0              | 2      | 0            |
| 13 |     | Gomis      | 35 (20)     | 1854        | 3           | 3              | 1           | 0            | 3 (3)           | 251             | 2               | 1               | 0               | 0               | 38 (23) | 2105  | 5           | 4              | 1      | 0            |
| 15 |     | Abi        | 18 (5)      | 562         | 1           | 1              | 2           | 0            | 2 (1)           | 91              | 2               | 0               | 0               | 0               | 20 (6)  | 653   | 3           | 1              | 2      | 0            |
| 16 |     | Basilio    | 32 (32)     | 2874        | 0           | 0              | 0           | 0            | 0 (0)           | 0               | 0               | 0               | 0               | 0               | 32 (32) | 2874  | 0           | 0              | 0      | 0            |
| 18 |     | Diarra     | 25 (20)     | 1649        | 0           | 1              | 10          | 0            | 1 (1)           | 60              | 0               | 0               | 0               | 0               | 26 (21) | 1709  | 0           | 1              | 10     | 0            |
| 20 |     | Cathline   | 20 (3)      | 399         | 1           | 0              | 0           | 0            | 2 (1)           | 89              | 0               | 0               | 0               | 0               | 22 (4)  | 488   | 1           | 0              | 0      | 0            |
| 21 |     | Merghem    | 29 (17)     | 1534        | 3           | 2              | 8           | 1            | 2 (0)           | 54              | 0               | 0               | 0               | 0               | 31 (17) | 1588  | 3           | 2              | 8      | 1            |
| 22 |     | Ndenbe     | 12 (12)     | 1080        | 0           | 1              | 0           | 1            | 0 (0)           | 0               | 0               | 0               | 0               | 0               | 12 (12) | 1080  | 0           | 1              | 0      | 1            |
| 22 |     | Quemper    | 17 (17)     | 1529        | 0           | 1              | 4           | 0            | 0 (0)           | 0               | 0               | 0               | 0               | 0               | 17 (17) | 1529  | 0           | 1              | 4      | 0            |
| 23 |     | Mombris    | 7 (6)       | 539         | 0           | 1              | 1           | 0            | 3 (3)           | 270             | 0               | 0               | 0               | 0               | 10 (9)  | 809   | 0           | 1              | 1      | 0            |
| 24 |     | Lemonnier  | 29 (29)     | 2398        | 0           | 0              | 5           | 0            | 1 (1)           | 90              | 1               | 0               | 0               | 0               | 30 (30) | 2488  | 1           | 0              | 5      | 0            |
| 26 |     | Riou       | 17 (16)     | 1448        | 0           | 0              | 1           | 0            | 1 (1)           | 90              | 0               | 1               | 0               | 0               | 18 (17) | 1538  | 0           | 1              | 1      | 0            |
| 27 |     | Sivis      | 25 (25)     | 2181        | 3           | 5              | 4           | 0            | 1 (1)           | 90              | 0               | 0               | 0               | 0               | 26 (26) | 2271  | 3           | 5              | 4      | 0            |
| 28 |     | Barthelmé  | 28 (16)     | 1264        | 1           | 1              | 3           | 0            | 3 (3)           | 200             | 1               | 3               | 0               | 0               | 31 (19) | 1464  | 2           | 4              | 3      | 0            |
| 29 |     | Livolant   | 38 (30)     | 2657        | 4           | 2              | 4           | 0            | 3 (1)           | 139             | 1               | 0               | 0               | 0               | 41 (31) | 2796  | 5           | 2              | 4      | 0            |
| 30 |     | Youfeigane | 5 (5)       | 450         | 0           | 0              | 1           | 0            | 3 (3)           | 270             | 0               | 0               | 0               | 0               | 8 (8)   | 720   | 0           | 0              | 1      | 0            |
| 35 |     | Buhanga    | 1 (1)       | 90          | 0           | 0              | 0           | 0            | 0 (0)           | 0               | 0               | 0               | 0               | 0               | 1 (1)   | 90    | 0           | 0              | 0      | 0            |
| 36 |     | Vitelli    | 2 (2)       | 107         | 0           | 0              | 0           | 0            | 0 (0)           | 0               | 0               | 0               | 0               | 0               | 2 (2)   | 107   | 0           | 0              | 0      | 0            |
| 37 |     | Le Normand | 2 (0)       | 12          | 0           | 0              | 0           | 0            | 1 (0)           | 45              | 0               | 0               | 0               | 0               | 3 (0)   | 57    | 0           | 0              | 0      | 0            |
| 37 |     | Taha       | 2 (0)       | 5           | 0           | 0              | 0           | 0            | 0 (0)           | 0               | 0               | 0               | 0               | 0               | 2 (0)   | 5     | 0           | 0              | 0      | 0            |

#### Statistiques des buteurs
|       | Buteur              | Ligue 2 | Coupe de France | Total | Min  | MJ |
| ----- | ------------------- | ------- | --------------- | ----- | ---- | -- |
| TOTAL | TOTAL               | 51      | 10              | 61    | 3690 | 41 |
| 1     | Frantzdy Pierrot    | 15      | 0               | 15    | 2453 | 36 |
| 2     | Youssouf M'Changama | 9       | 0               | 9     | 3020 | 35 |
| 3     | Yannick Gomis       | 3       | 2               | 5     | 2105 | 38 |
| 4     | Jérémy Livolant     | 4       | 1               | 5     | 2796 | 41 |
| 5     | Charles Abi         | 1       | 2               | 3     | 653  | 20 |
| 6     | Matthias Phaëton    | 1       | 2               | 3     | 797  | 23 |
| 7     | Mehdi Merghem       | 3       | 0               | 3     | 1588 | 31 |
| 8     | Tristan Muyumba     | 3       | 0               | 3     | 1684 | 33 |
| 9     | Maxime Sivis        | 3       | 0               | 3     | 2271 | 26 |
| 10    | Baptiste Roux       | 3       | 0               | 3     | 2425 | 31 |
| 11    | Maxime Barthelmé    | 1       | 1               | 2     | 1464 | 31 |
| 12    | Philipe Sampaio     | 1       | 1               | 2     | 1530 | 17 |
| 13    | El Hadji Ba         | 2       | 0               | 2     | 1842 | 29 |
| 14    | Louis Carnot        | 1       | 0               | 1     | 360  | 14 |
| 15    | Yoann Cathline      | 1       | 0               | 1     | 488  | 22 |
| 16    | Pierre Lemonnier    | 0       | 1               | 1     | 2488 | 30 |

#### Statistiques des passeurs
|       | Passeur             | Ligue 2 | Coupe de France | Total | Min  | MJ |
| ----- | ------------------- | ------- | --------------- | ----- | ---- | -- |
| TOTAL | TOTAL               | 38      | 8               | 46    | 3690 | 41 |
| 1     | Youssouf M'Changama | 15      | 1               | 16    | 3020 | 35 |
| 2     | Maxime Sivis        | 5       | 0               | 5     | 2271 | 26 |
| 3     | Maxime Barthelmé    | 1       | 3               | 4     | 1464 | 31 |
| 4     | Yannick Gomis       | 3       | 1               | 4     | 2105 | 38 |
| 5     | Frantzdy Pierrot    | 4       | 0               | 4     | 2453 | 36 |
| 6     | Matthias Phaëton    | 1       | 1               | 2     | 797  | 23 |
| 7     | Mehdi Merghem       | 2       | 0               | 2     | 1588 | 31 |
| 8     | Tristan Muyumba     | 1       | 1               | 2     | 1684 | 33 |
| 9     | Jérémy Livolant     | 2       | 0               | 2     | 2796 | 41 |
| 10    | Charles Abi         | 1       | 0               | 1     | 653  | 20 |
| 11    | Jérôme Mombris      | 1       | 0               | 1     | 809  | 10 |
| 12    | Logan Ndenbe        | 1       | 0               | 1     | 1080 | 12 |
| 13    | Stephen Quemper     | 1       | 0               | 1     | 1529 | 18 |
| 14    | Matthis Riou        | 0       | 1               | 1     | 1538 | 18 |
| 15    | Souleymane Diarra   | 1       | 0               | 1     | 1709 | 26 |